# Metasphenisca discocephala
Metasphenisca discocephala är en tvåvingeart som beskrevs av Munro 1947. Metasphenisca discocephala ingår i släktet Metasphenisca och familjen borrflugor. Inga underarter finns listade i Catalogue of Life.